# Pfarrkirchen
Pfarrkirchen település Németországban, azon belül Bajorországban. Lakosainak száma 13 694 fő (2023. december 31.). Pfarrkirchen Dietersburg, Bad Birnbach, Triftern, Postmünster, Schalldorf és Hirschbach községekkel határos.

## Népesség
A település népessége az elmúlt években az alábbi módon változott:
| Lakosok száma | 2277 | 2879 | 6077 | 9510 | 10 275 | 11 953 | 12 297 | 12 535 | 13 073 | 13 694 |
|               | 1875 | 1900 | 1950 | 1970 | 1987   | 2013   | 2015   | 2017   | 2021   | 2023   |